# Hans Berger (peintre)
Pour les articles homonymes, voir Hans Berger et Berger (homonymie).
Hans Berger, né à Bienne le 8 juillet 1882 et mort à Aire-la-Ville le 7 avril 1977, est un artiste peintre suisse.

## Biographie

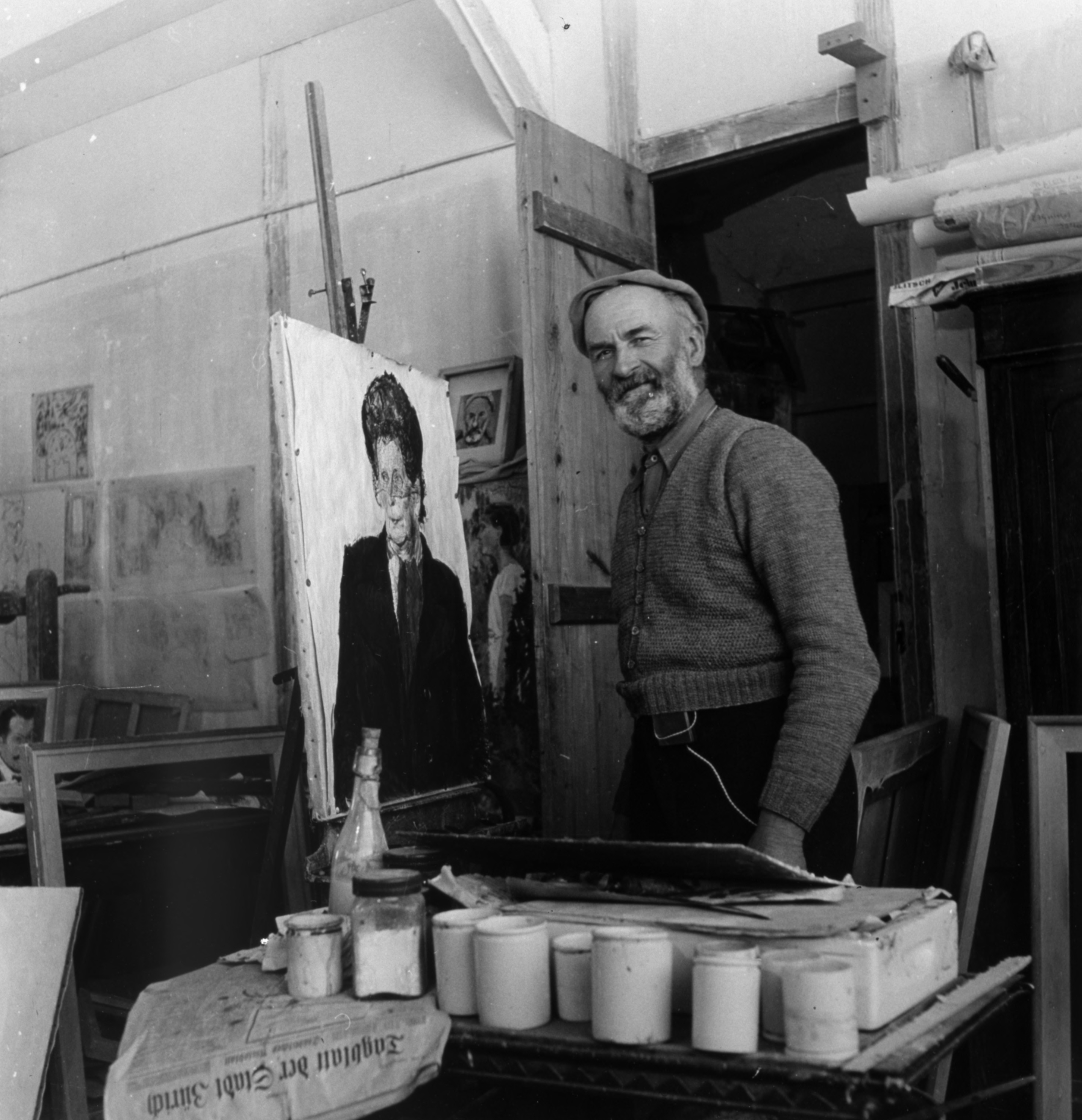
Hans Berger

Son père, Johann Josef, d'origine soleuroise, est ouvrier dans l'industrie horlogère et sa mère, Julia Barbara Rihs, née Bosshard, est d'origine zurichoise. 
Entre 1889 et 1895, Hans va à l'école à Soleure, puis sa famille s'installe à Genève. Il va au Collège de Genève de 1896 à 1898, puis fait son apprentissage dans un bureau d'architecte jusqu'en 1902, tout en suivant en même temps des cours de dessin à l'École des beaux-arts de Genève. 
En 1902, il part pour Paris, où il fréquente l'École nationale supérieure des beaux-arts et travaille dans différents bureaux d'architectes. En 1907, grâce à une bourse, il retourne à Paris, où il vit dans la solitude et connaît « une crise existentielle profonde », dont il sort grâce à la lecture de Nietzsche. Au printemps 1908, il se met vraiment à la peinture et fait des copies au Louvre. Son ami le peintre Alexandre Blanchet réalise son buste et lui conseille de se rendre en Bretagne pour peindre, voyage qui aura un impact profond sur Berger. Au printemps 1909, il rentre à Genève, puis passe l'été au bord du lac de Flaine, en Haute-Savoie, dans l'isolement, pour peindre. Cette année-là et en 1910, il fait des séjours en Provence.
En 1911 a lieu sa première exposition personnelle, au Musée Rath, à Genève, avec plus de 70 toiles. Ferdinand Hodler lui achète un tableau et le signale à l'attention de collectionneurs soleurois. Ceux-ci font l'acquisition de plusieurs toiles lors de cette exposition genevoise, puis tout au long de la vie de Berger, ce qui explique le nombre de ses œuvres dans les collections soleuroises et - grâce aux dons et legs subséquents de ces collectionneurs - l'importance du fonds Berger au Kunstmuseum de Soleure.
La même année, Berger fait un nouveau séjour en Bretagne. Lors de son voyage de retour, il s'arrête à Paris et visite le Salon d'automne, où la puissance des œuvres de Matisse l'impressionne vivement.
Il réalise des fresques aux Hôpitaux universitaires de Genève et à l'École cantonale de Soleure ; ainsi que des lithographies pour le roman de Charles Ferdinand Ramuz, La Grande Peur dans la montagne (Lausanne : Mermod, 1945). Il fait aussi le portrait de Ramuz.
De 1910 à 1951 il participe régulièrement aux Expositions nationales suisses.

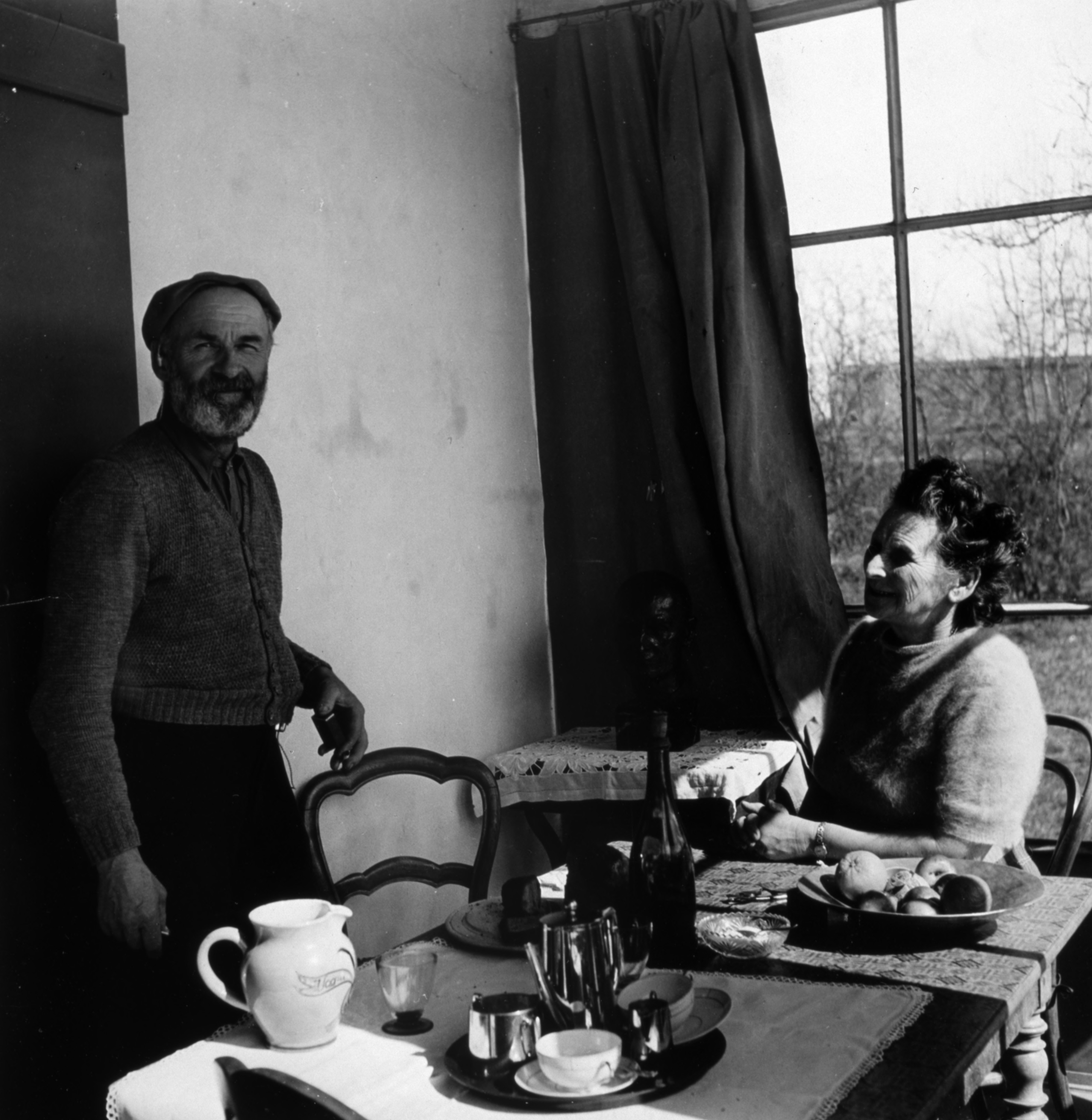
Hans Berger & Emilie Meier

En 1914, il épouse Emilia Meier von Winkel. Ils ont un fils, Jean-Louis Berger (1919-1995), qui deviendra également peintre.  
En 1924, Hans Berger se construit une maison avec atelier à Aire-la-Ville, où il vivra jusqu'à sa mort, en 1977, tout en faisant de nombreux voyages en France, Italie, Grèce, Espagne.  

## Distinctions
- Troisième prix au Concours Diday en 1909[7]
- Prix de la ville de Genève en 1955[8],[9]

## Collections publiques
- Musée d'art et d'histoire de Genève[10]
- Musée cantonal des beaux-arts de Lausanne
- Musée des beaux-arts de Berne
- Musée des beaux-arts d'Argovie
- Musée d'art de Soleure
- Winterthour : Musée Oskar Reinhart « Am Stadtgarten »
- Glaris : Kunsthaus Glarus

## Expositions
- Genève : Musée Rath, 1910
- Paris : Salon des indépendants, 1911
- Genève : Musée Rath, 1911[11]
- Zurich : Kunsthaus de Zurich, 1911[12]
- Zurich : Salon Wolfsberg, 1912
- Paris : Salon d'automne, 1912
- Zurich : Kunsthaus de Zurich, 1912[13]
- Lausanne : Salle de la Grenette, 1914[14]
- Genève : Galerie Moos, 1915
- Basel : Kunsthalle Basel, 1920
- Genève : Musée d'art et d'histoire de Genève, 1921
- Genève : Puis-d'Or, 1921
- Berne : Kunsthalle de Berne, 1921[15]
- Berne : Kunsthalle de Berne, 1924
- Genève : Palais de l'Athénée, 1925
- Genève : Palais de l'Athénée, 1926
- Genève : Palais de l'Athénée, 1927
- Musée cantonal des beaux-arts de Lausanne, 1928
- Bruxelles, 1928[16]
- Genève : Palais de l'Athénée, 1929
- Genève : Palais de l'Athénée, 1930
- Genève : Galerie Moos, 1930 (avec André Favory)
- Basel : Kunsthalle Basel, 1930[17]
- Luzern : Kunstmuseum Musegg, 1930
- Genève : Palais de l'Athénée, 1931
- Glaris : Kunsthaus Glarus, 1932
- Biennale de Venise, 1932
- Berne : Kunsthalle de Berne, 1933
- Winterthur : Musée des beaux-arts de Winterthour, 1934[18]
- Zurich : Kunsthaus de Zurich, 1936-1937
- Genève : Palais de l'Athénée, 1937
- Biennale de Venise, 1938[19]
- Genève : Palais de l'Athénée, 1939
- Genève : Palais de l'Athénée, 1940
- Genève : Palais de l'Athénée, 1941
- Genève : Musée d'art et d'histoire de Genève, 1942
- Solothurn : Museum der Stadt, 1942
- Berne : Musée des beaux-arts de Berne, 1944[20]
- Winterthur : Musée des beaux-arts de Winterthour, 1944[21]
- Genève : Palais de l'Athénée, 1946
- Genève : Musée d'art et d'histoire de Genève, 1947
- Schaffhausen : Museum zu Allerheiligen, 1948[22]
- Solothurn : Musée d'art de Soleure, 1948
- Genève : Palais de l'Athénée, 1949
- Genève : Palais de l'Athénée, 1950
- Schaffhausen : Museum zu Allerheiligen, 1950
- Solothurn : Museum der Stadt, 1950[23]
- Solothurn : Museum der Stadt, 1952[24]
- Basel : Kunsthalle Basel, 1952 (avec Jakob Probst)[25]
- Luzern : Kunstmuseum Luzern, 1952[26]
- Zurich : Salon Wolfsberg, 1953
- Baden-Baden : Palais des beaux-arts, 1953
- Lausanne : Galerie de la Vieille Fontaine, 1953[27]
- Genève : Palais de l'Athénée, 1953
- Genève : Galerie Motte, 1953
- Olten : Kunstverein, 1954 (avec Jean Berger)
- Thoune : Galerie des beaux-arts, 1954
- Genève : Palais de l'Athénée, 1955
- Genève : Musée d'art et d'histoire de Genève, 1955
- Basel : Galerie Beyeler, 1955
- Genève : Musée d'art et d'histoire de Genève, 1956[28]
- Zofingen, 1956[29]
- Basel : Kunstmuseum (Bâle), 1956[30]
- Berne : Kunsthalle de Berne, 1956[31]
- Aarau : Musée des beaux-arts d'Argovie, 1956[32]
- Madrid et Barcelone, 1956-1957 (Pintores suizos contemporàneos)
- Granges : Société des beaux-arts, 1957
- Zurich : Galerie Orell Füssli, 1958
- Schaffhouse : Museum zu Allerheiligen, 1959[33]
- Berlin : Château de Charlottenbourg, 1959[33]
- London : Tate Gallery, 1959[34]
- Paris : Musée d'art moderne de la ville de Paris, 1960[35]
- Genève : Musée Rath, 1960[36]
- Zurich : Salon Wolfsberg, 1961
- Chur : Bündner Kunstmuseum, 1962[37]
- Martigny : Hôtel de Ville, 1962
- Glaris : Kunsthaus Glarus, 1963[38]
- Lausanne : Musée cantonal des beaux-arts de Lausanne, 1964[39]
- Trubschachen, 1964[40]
- Olten : Aare-Tessin, 1964
- Solothurn : Galerie Bernard, 1965
- Olten : Museum Olten, 1965[41]
- Trubschachen, 1966[42]
- Berne : Musée des beaux-arts de Berne, 1967-1968
- Genève : Musée Rath, 1969-1970 (Cette exposition a été présentée également au Musée d'art et d'histoire de Fribourg, au Musée cantonal des beaux-arts de Lausanne, à Moutier et au Musée de la Majorie à Sion)[43]
- Basel : Galerie Neubad Basel, 1972 (avec Jean Berger)
- Berne : Galerie Schindler, 1974
- Biberist : Schlösschen Vorder-Bleichenberg, 1981[44]
- Solothurn : Musée d'art de Soleure, 1982-1983
- Genève : Musée d'art et d'histoire de Genève, 1982-1983[45]
- Perroy : Galerie Zodiaque, 1983[46]
- Perroy : Galerie Zodiaque, 1988
- Zurich : Galerie Nicolas Beurret, 2006-2007
- Aix-en-Provence : Musée Granet, 2015[47]

## Sources
- « Hans Berger (peintre) », sur SIKART Dictionnaire sur l'art en Suisse.
- « Hans Berger (peintre) » dans le Dictionnaire historique de la Suisse en ligne.